# Досси, Доссо
Доссо Досси, настоящее имя Джованни Франческо ди Никколо Лутери, также: Сан-Джованни дель Доссо, или Трамускио (итал. Dosso Dossi, pseudonimo di Giovanni Francesco di Niccolò Luteri, San Giovanni del Dosso oppure Tramuschio; ок. 1490, Мантуя — 1542, Феррара) — живописец и гравёр итальянского маньеризма, представитель феррарской школы. Работал в основном под влиянием венецианской живописи, в частности Джорджоне и раннего Тициана.

## Биография
Досси родился в Сан-Джованни-дель-Доссо (San Giovanni del Dosso), селении в провинции Мантуя, где у его отца была вилла под названием Доссиа, отсюда псевдоним художника. Его раннее обучение и жизнь не очень хорошо документированы; известно, что его отец, родом из Тренто, был казначеем (spenditore или fattore) герцогов Феррары. Возможно, Досси обучался у Лоренцо Косты или в Мантуе, где он был в 1512 году. В 1514 году он начал службу у феррарских герцогов Альфонсо I д’Эсте и Эрколе II д’Эсте и стал главным придворным художником. Доссо Досси часто работал со своим братом Джованни Баттистой Досси (?—1548), который обучался в римской мастерской Рафаэля. Произведения, которые он создавал для герцогов, включали проекты оформления интерьеров, мебели, театральные декорации и оформление праздников. Известно, что он работал вместе с Бенвенуто Тизи (Иль Гарофало) над полиптихом Костабили. Одним из его учеников был Джованни Франческо Сурки (Иль Делаи).
В Мантуе между 1518 и 1521 годами он создал алтарь Сан-Себастьяно по заказу Братства Менса Комуне деи Прети (Mensa Comune dei Preti). Работал вместе с Беллини, Тицианом, Романино. С 1516 года — официальный живописец феррарского двора. Почти всю жизнь Досси провёл на службе у герцогов Эсте, занимался не только живописью, но выполнял также различные дипломатические поручения.
Досси много путешествовал: Флоренция, Рим, Венеция. В Вечном городе он встречался с Рафаэлем и Микеланджело, испытав значительное влияние обоих, столь разных художников. Около 1530 года для семьи делла Ровере он расписывал вместе с другими живописцами виллу Империале в Пезаро. В 1531 году принц-епископ Тренто Бернардо Клес запросил у Альфонсо д’Эсте на время художника Досси, и более года он вместе с Романино работал над фресковыми росписями двадцати комнат в замке Буонконсильо.

## Творчество
Доссо Досси известен не столько натуралистичностью живописного метода, сколько загадочными аллегорическими сюжетами в картинах на мифологические темы, которые особенно ценили гуманисты феррарского двора. Оригинальной стороной в творчестве Досси является его интерес к развёрнутому пейзажному фону, подчас занимающему господствующее положение в картине («Мелисса», 1515, Галерея Боргезе). В портрете Альфонсо д’Эсте ясно различается влияние Тициана. Позднее, под воздействием живописи венецианцев и Корреджо, в творчество братьев Досси входит мотив полуфантастического пейзажа, освещённого таинственным, мерцающим светом. Сохранились станковые картины и портреты, свидетельствующие о том, что Доссо значительно превосходил брата талантом, поэтому он справедливо считается одним из ведущих представителей феррарской школы живописи). Объединяя традиции феррарской и венецианской школ, Досси писал отмеченные повышенной эмоциональностью и романтичной взволнованностью картины с мифологическими, аллегорическими, религиозными сценами, часто помещёнными на фоне поэтически-сказочного, пейзажа («Аполлон и Дафна», 1530-е, Галерея Боргезе, «Юпитер, Меркурий и Добродетель», 1524, Королевский замок на Вавеле, Краков; «Бахус», 1524, Частное собрание; «Поэт и муза», Лондонская Национальная галерея). Большинство композиций зрелого периода творчества художника отличает блестящая холодная живопись, мощь несколько тяжеловесных фигур, перегрузка декоративными деталями («Правосудие», Галерея старых мастеров, Дрезден), «Святой Себастьян»; Пинакотека Брера, Милан).
Досси также выполнял картоны для шпалер и рисунки для росписи майолики. В индивидуальном стиле Досси, несмотря на его многосоставность, различают венецианскую традицию и «немецкую манеру», близкую А. Дюреру и А. Альтдорферу, характерную для искусства северной Италии. Последняя очевидна в загадочности сюжетов, сложных аллегориях, фантастических пейзажах и мелко выписанных деталях.
П. П. Муратов писал, что, когда «искусство Феррары потеряло яркие обособленные черты» и художники «были захвачены общим эклектизмом», в картинах Доссо Досси виден «особенный темперамент» и «привлекательное воображение». Также, по оценке Муратова, в эпоху «смешения всех школ и стилей, несмотря на эклектичность его собственной манеры, он всё-таки остался одинокой фигурой… В самом типе его персонажей, в необычайности его группировок, в игре его густых «винных» красок угадывается затейливость его дарования. Доссо отличает от других внутреннее беспокойство, вечное брожение, которое нельзя называть иначе как романтизмом».
В санкт-петербургском Эрмитаже имеется две картины Доссо Досси и одна его брата Джованни Баттиста.

## Галерея

Портрет герцога Феррары Альфонсо I д’Эсте. Ок. 1530. Холст, масло. Галерея Эсте, Модена
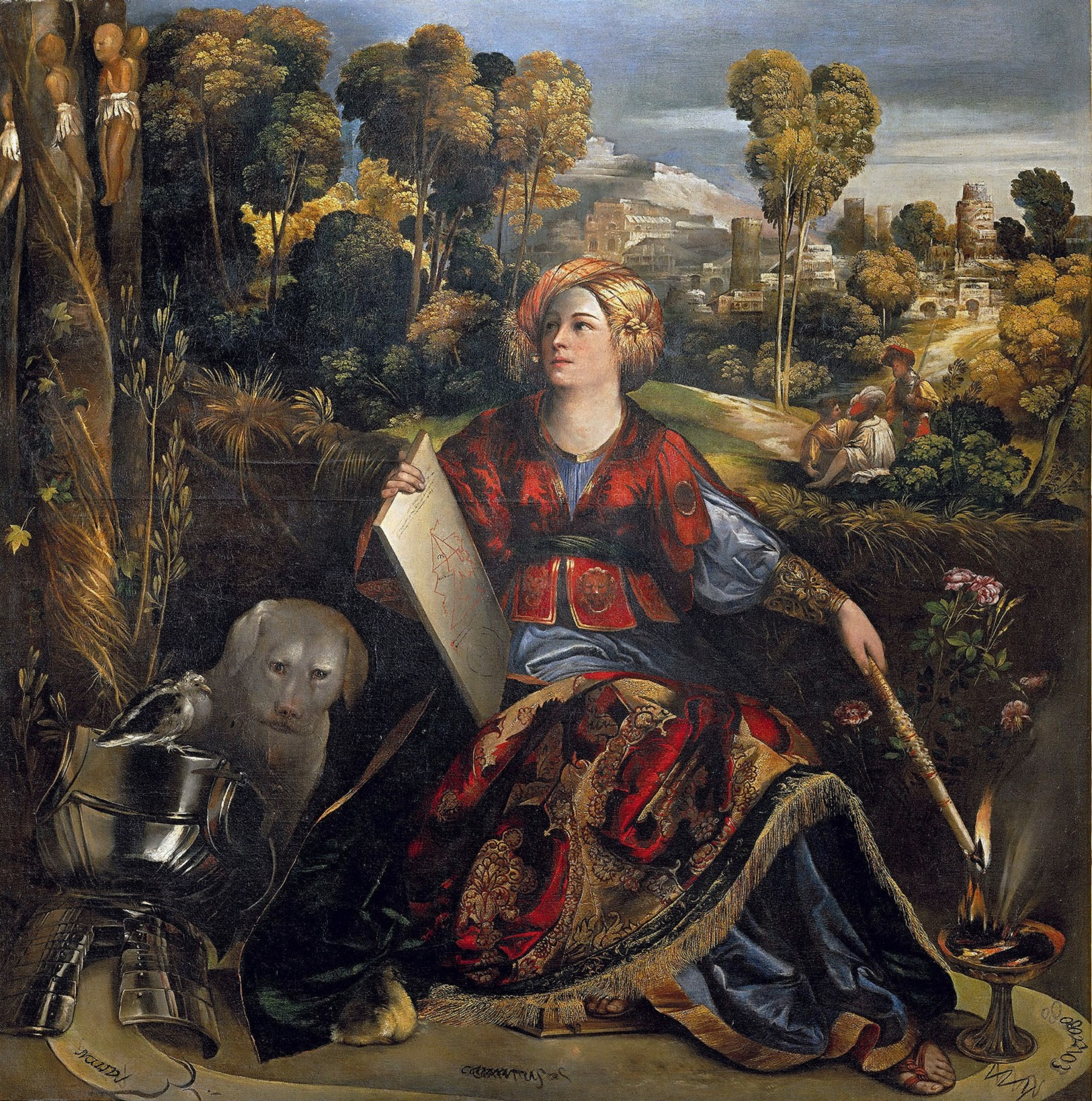
Мелисса. Ок. 1507. Холст, масло. Галерея Боргезе, Рим
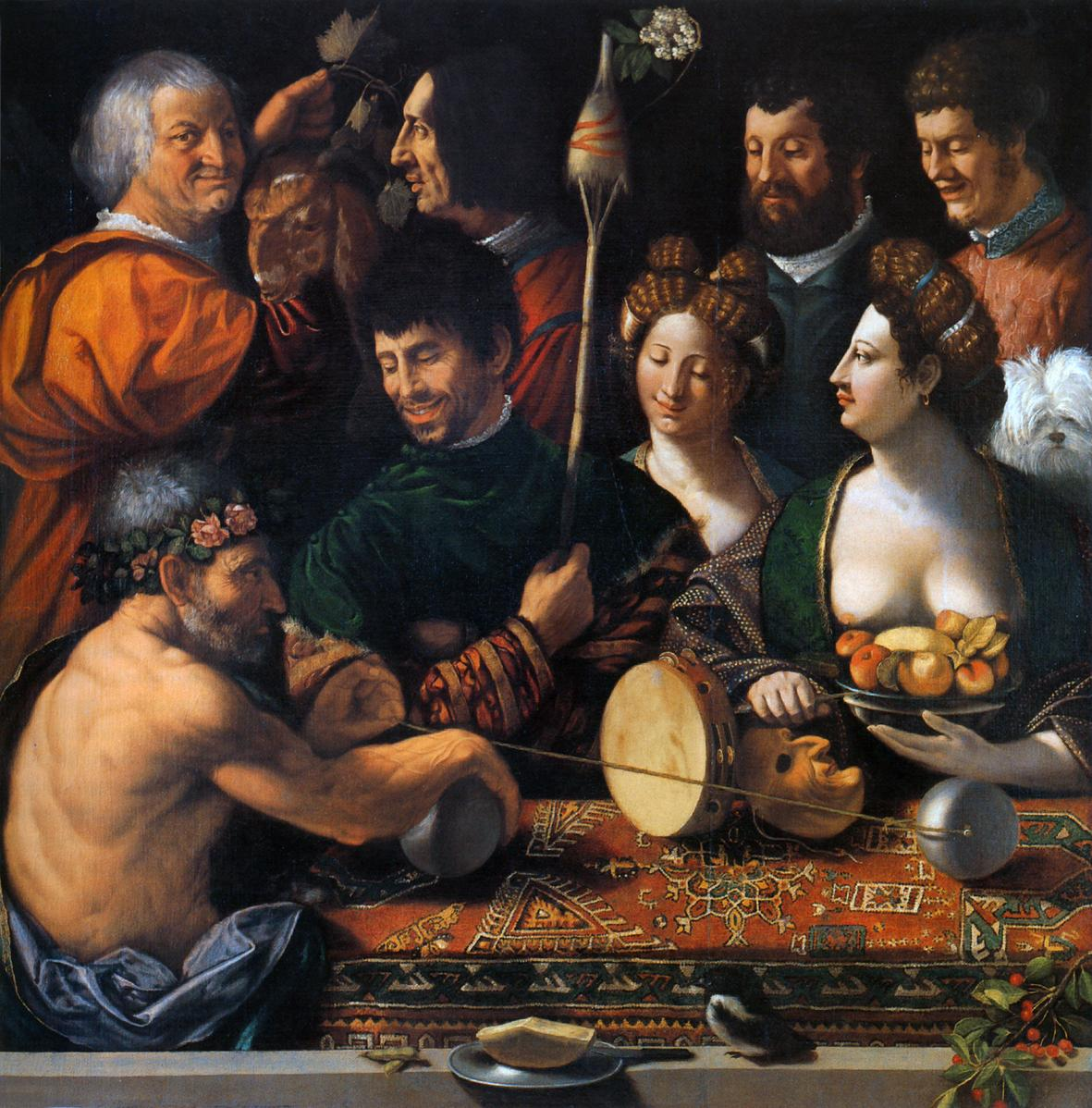
Колдовство (Аллегория Геркулеса). Ок. 1535. Холст, масло. Уффици, Флоренция
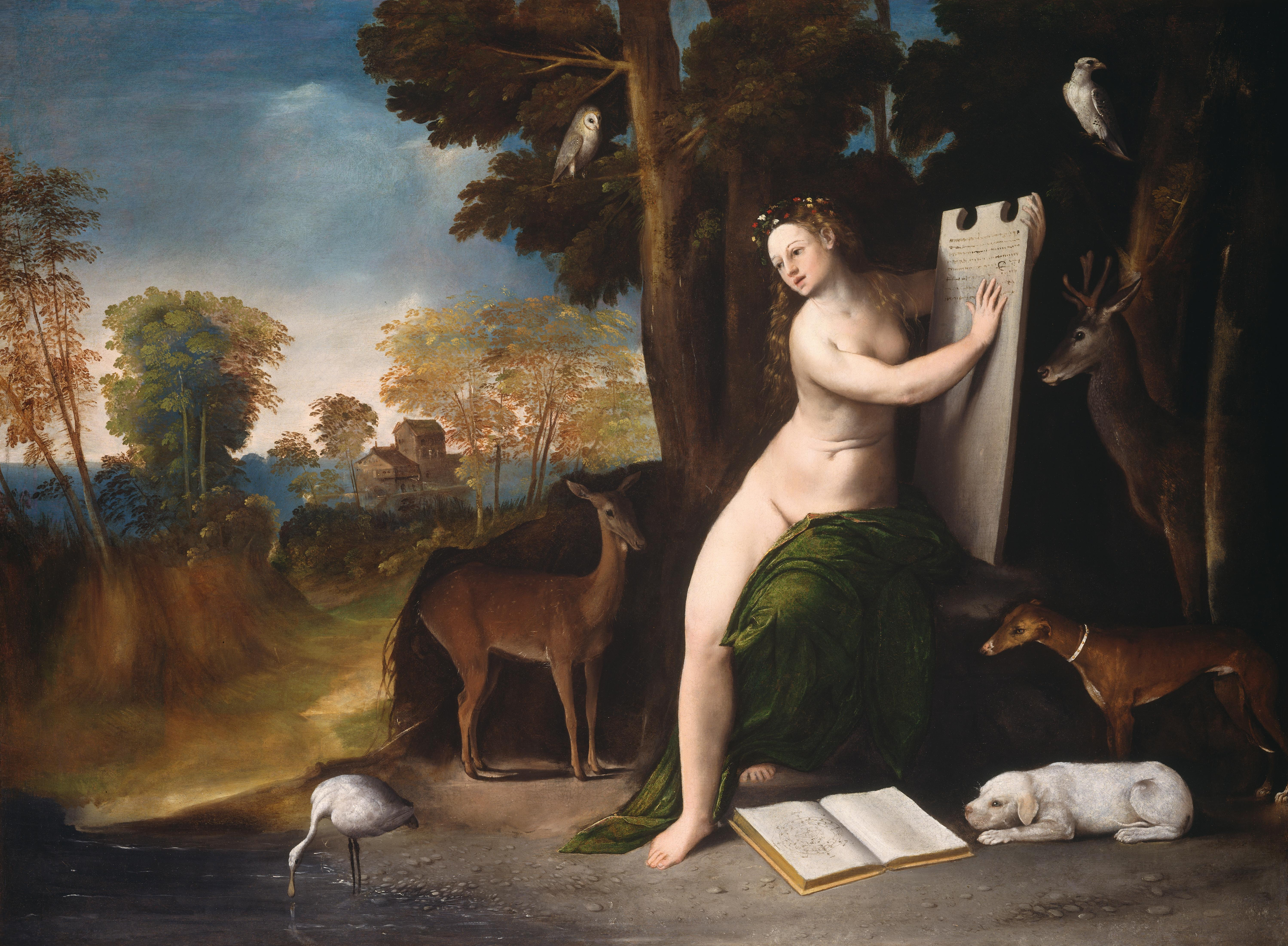
Кирка (Цирцея) и её возлюбленные в пейзаже. Между 1514 и 1516. Холст, масло. Национальная галерея искусства, Вашингтон
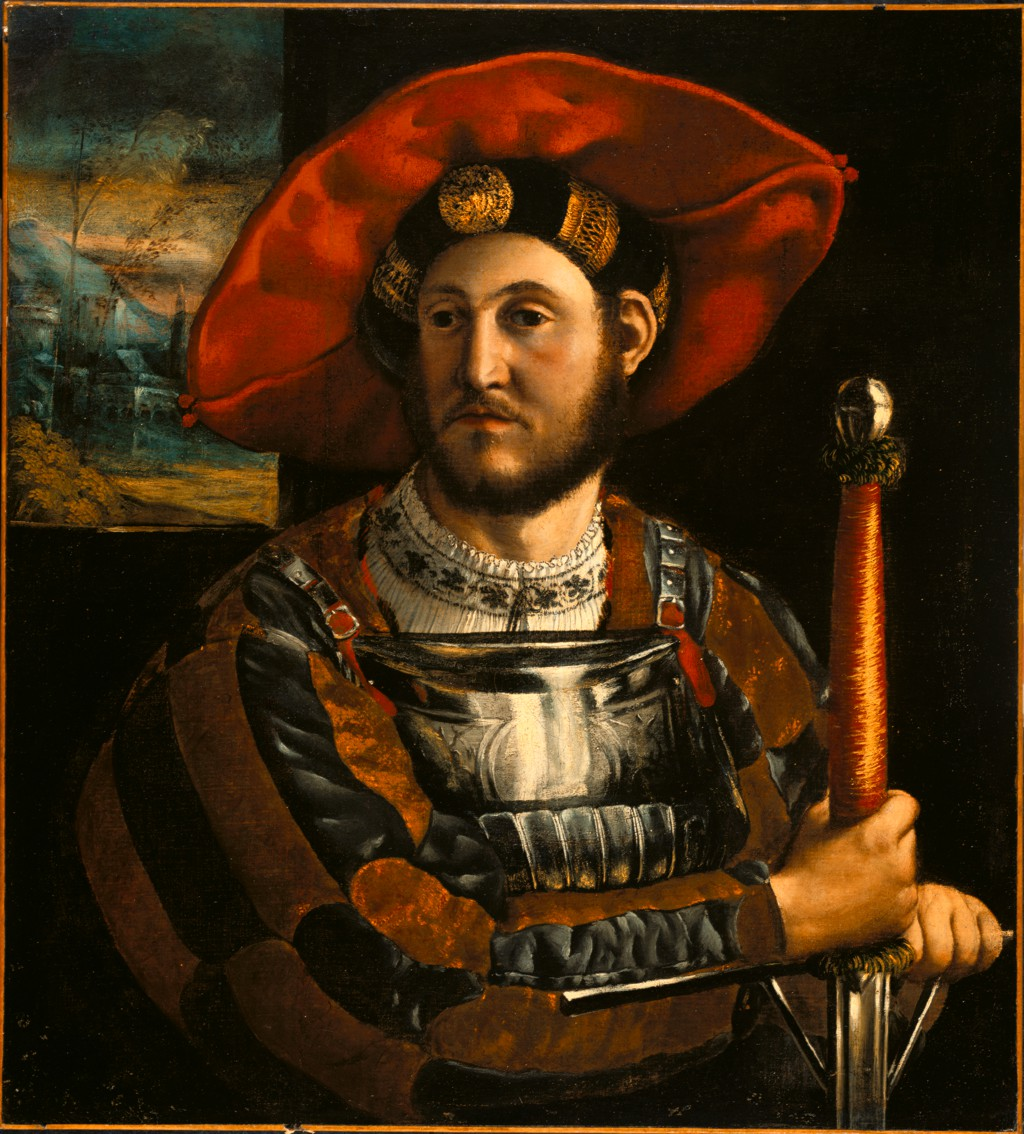
Кондотьер. 1520. Холст, масло. Художественный музей Фогга, Гарвардский университет, Кембридж, Массачусетс, США
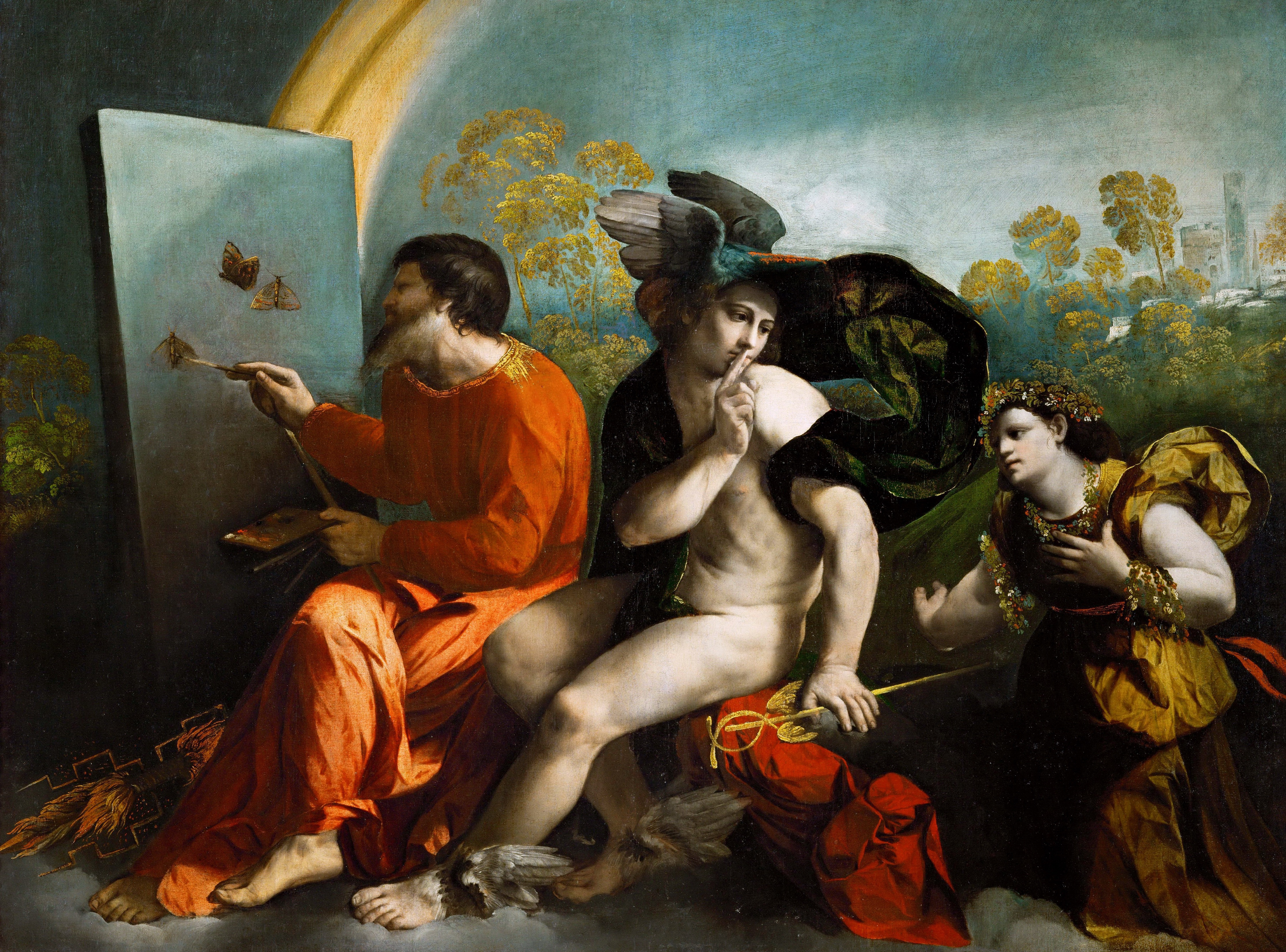
Юпитер, Меркурий и Добродетель. 1524. Холст, масло. Королевский замок на Вавеле, Краков
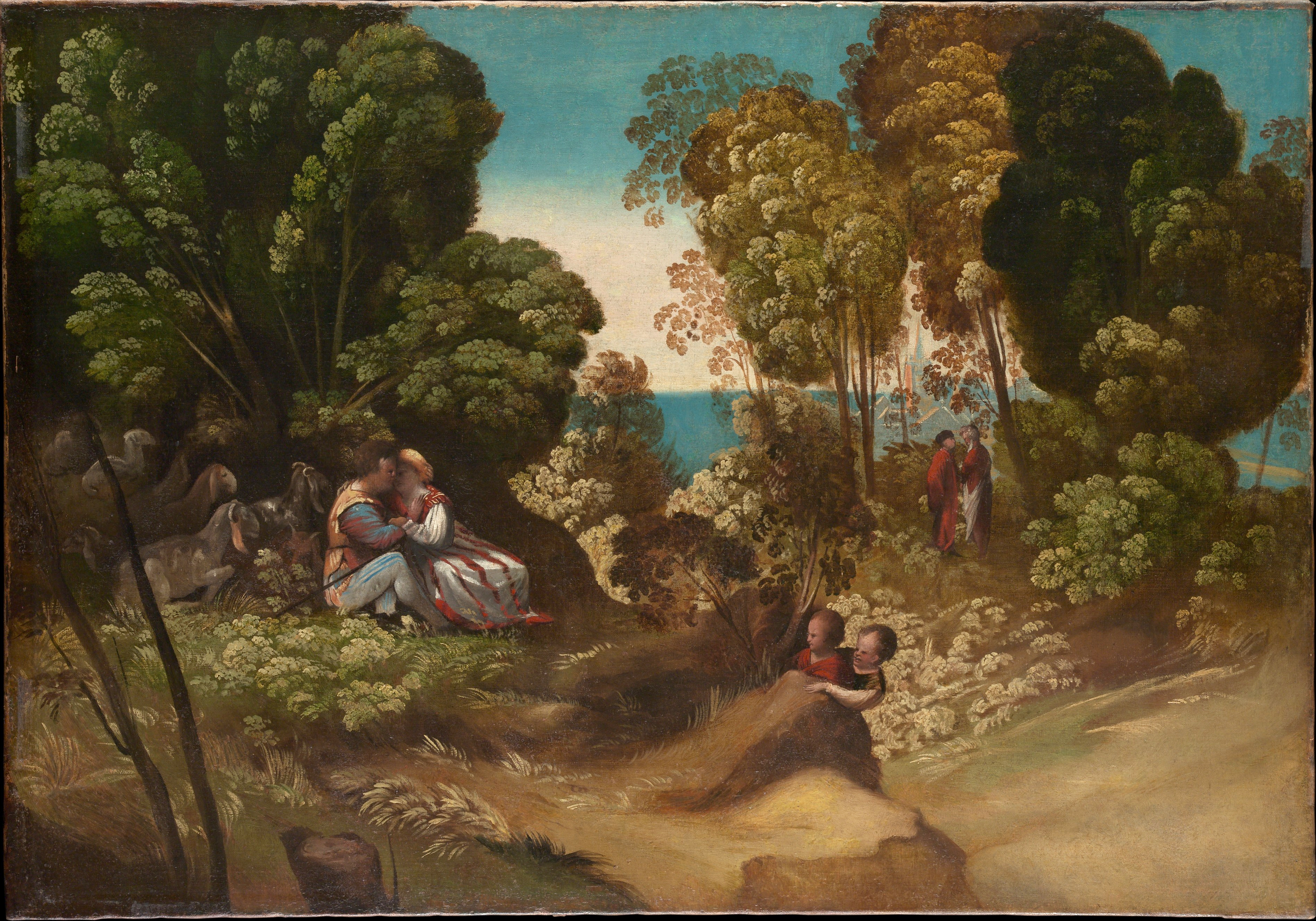
Три возраста человека. 1515. Холст, масло. Метрополитен-музей, Нью-Йорк
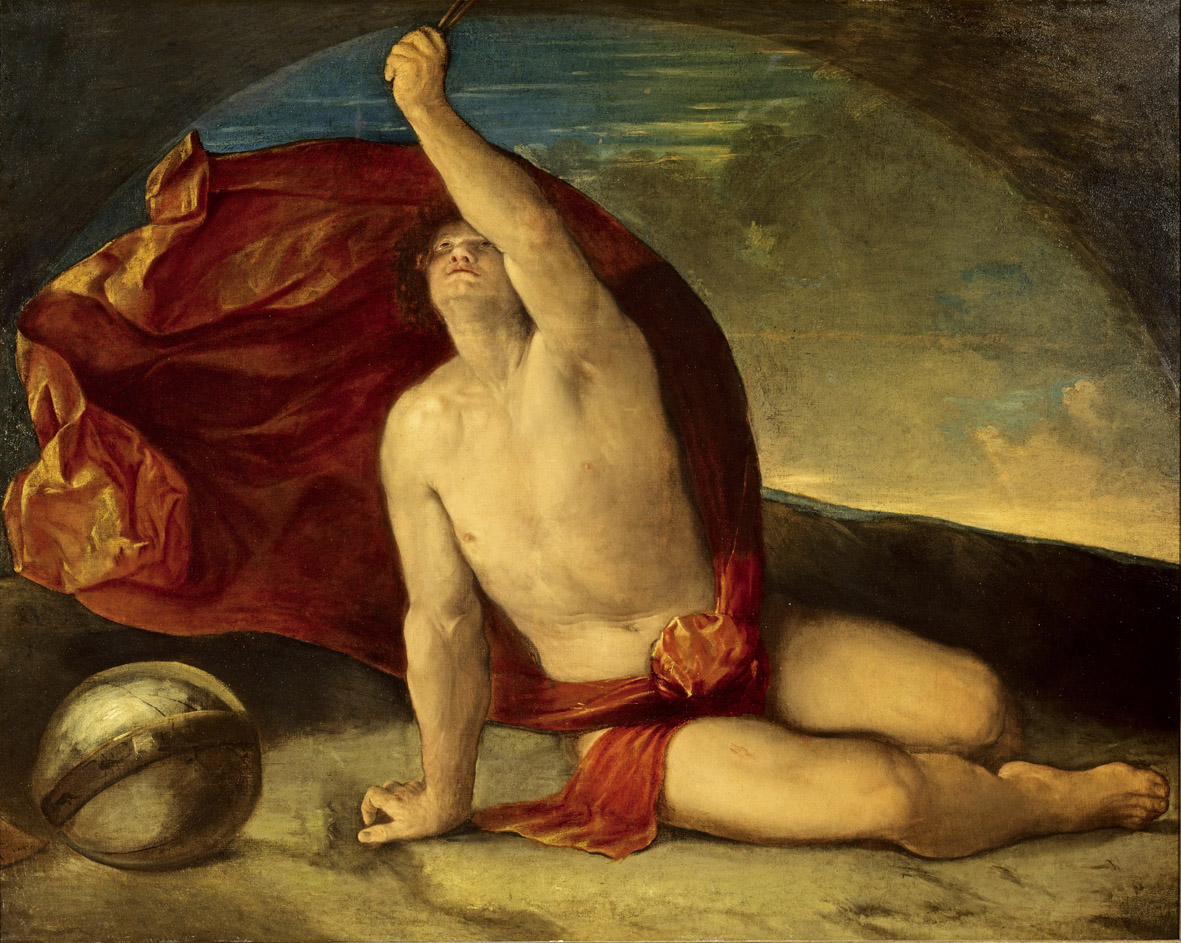
Мудрец с компасом и глобусом. Холст, масло. Коллекция банка Риспармио, Феррара